# 鈴木杏樹
鈴木 杏樹（すずき あんじゅ、1969年9月23日 ‐ ）は、日本の女優、司会者、歌手。ジャパン・ミュージックエンターテインメント（イー・コンセプト）所属。
兵庫県神戸市東灘区御影出身。神戸市・大阪府箕面市育ち。マリスト国際学校高等部中退、東京都立上野高等学校卒業。

## 来歴
神戸のインターナショナルスクールであるマリスト国際学校在学中、歌手を目指す為に通っていた音楽学校で17歳の時にCBSソニーの酒井政利にスカウトされた。「日本で既に売れているミュージシャンが海外に拠点を移す前に、リスクの少ない日本人の新人歌手を海外でデビューさせて成功させて、いずれは日本の洋楽部門で逆輸入させて、来日コンサートをしよう」という会社の方針で1987年にイギリス・ロンドンに行くこととなった。デビューまでレコーディングスタジオでお茶汲み・雑用・事務作業をし、余った時間で歌・ダンスのレッスンをして、2年ほど現地で経験を積んだ。
1990年2月、ユーロビートで有名なストック・エイトキン・ウォーターマンのプロデュースにより英CBSレコードからKAKKO名義で「We Should be Dancing」をリリース、UKチャートで最高101位を記録した。セカンドシングルとしてリリースした「What Kind Of Fool」はUKチャートにはランクインせず。その後カイリー・ミノーグらとのヨーロッパツアーやアルバムの制作を行っていたが、1990年に勃発した湾岸戦争にイギリスが参戦した影響による治安悪化を懸念した日本側の事務所に呼び戻される形で帰国した。
帰国後も本人は「飽くまで一時帰国」であり、ロンドンに戻って音楽活動を続けるつもりでいた。しかしなかなか目途が立たなかったので、日本で活動を行おうとした。ところが、イギリス側との契約上、歌手としての活動はできないことが判明したため、契約期間が残っている中でイギリス側との契約に抵触しない活動を模索し、「鈴木杏樹」として女優や司会者、CMキャラクターの活動を始めた。
1993年に「月9」ドラマ『あすなろ白書』に出演すると一気に注目され、翌1994年にはその好感度から大森屋など13社のCMに続々起用された。さらに95年にもキリンビールなど11社が起用、2年連続で「CM女王」の異名をとった。
1995年10月、音楽番組『ミュージックフェア』の6代目総合司会に抜擢された。2016年3月をもって降板するまで、在任期間は歴代総合司会者の中でも最長の20年半に及んだ。
1998年1月、腸閉塞で駿河台日本大学病院に入院し手術。この時の担当医であり、当時同院の外科部長をつとめていた13歳年上の山形基夫と同年6月に結婚した。
2006年3月、水谷豊主演ドラマ『相棒』に月本幸子役でゲスト出演すると、その後2回の出演を経て2012年1月からは小料理屋「花の里」の2代目女将としてメインキャストとなり、2019年3月までレギュラー出演が続いた。
2015年、映画『ライアの祈り』で女優デビュー24年にして初めて主演を果たした。
2022年、藤井隆の5枚目のアルバム『Music Restaurant Royal Host』のレコーディングに参加し、KAKKOとしてのデビュー曲「We Should Be Dancing」を新たに鈴木が日本語訳詞を手がけた部分は藤井が歌い、鈴木はセルフカバーする形でオリジナルの歌詞を32年ぶりに歌唱した。なお韓国人DJのNight Tempoがサウンド・プロデュースしたこの曲はKAKKO & TAKASHI名義で、アルバムからの先行配信第2弾として藤井主宰レーベルSLENDERIE RECORDから7月8日に配信限定リリースされた。また8月18日にNHK総合で放送された、星野源の音楽番組『おげんさんといっしょ』に藤井、Night Tempoとともに登場し、「We Should be Dancing」を披露した。

## 人物

### 趣味・特技
- 水泳[4]

### 家族
- 父、母、弟がいる。
- 両親が共働きだったため、学生時代は寄り道せずに電車で帰宅して、弟の食事を準備していたという。
- 配偶者だった山形基夫とは、2013年2月1日に死別。夫の死を番組出演していた際に知らされたという[21][22][23][24]。

## エピソード
- 神戸市にある弓弦羽神社は子供の頃の遊び場で、社務所で書道を習っていた[2]。
- 藤井フミヤが自身のラジオ番組で、デビュー前の鈴木とロンドンで出会っていたことを明かした。現地に日本人コミュニティーがあり、フミヤの知り合いの家に鈴木が住んでおり、誕生日プレゼントを贈ったこともあった。その後自身が主題歌に「TRUE LOVE」を提供したドラマ『あすなろ白書』(1993年、フジテレビ系)に鈴木が出演しており、「あ、KAKKOじゃん！しかも名前変わってるし」と驚いたという。
- 『芸能人格付けチェック』に出演した際に、カフェインアレルギーである事を公表している。
- オードリーの春日俊彰が自身のラジオ番組で、鈴木が同番組のリスナー(リトルトゥース)であり、公演先の大阪で放送が聴けずに「パニックになった」と話していたことを明かした[25]。
- 2020年2月3日、週刊文春が不倫報道を掲載した。記事によると俳優の喜多村緑郎と、2019年の暮れより海岸デートや、ラブホテルで一時を過ごすといった不倫関係にあると報道された[26][27]。報道の翌々日、2月5日放送のレギュラーラジオ番組『オールナイトニッポンMUSIC10』を欠席(代役は森山良子)した。ただ活動休止でなく、すでに上演していた舞台『罪のない嘘』には引き続き出演した。3月4日放送にて復帰、謝罪と反省を述べた。また、ゲストには代役を務めた森山良子が出演した。
- 『ごぶごぶ』(毎日放送)(2022年9月13日・9月20日放送分)では、兵庫県神戸市に居た期間があることから、浜田雅功から「じゃあ（神戸のこと）よく知ってるんでしょう？」と尋ねられたが、鈴木によると「関西出身やのに、17までしかいなかったんです。そっからロンドンへ行って、東京へ行ってずっと年月経ってるんで。17までしか関西を知らない。それで神戸もなんちゃって神戸出身やし、なんちゃって関西人やし。本当関西のくせに関西をあんま知らんねん。」と明かしている。少し記憶に残っている場所を浜田に案内しながら、神戸市内を散策している。

## 出演

### テレビ

#### ドラマ
- 小さな贈り物（1991年10月13日、フジテレビ）
- 映画みたいな恋したい（テレビ東京）
  - 「愛と青春の旅立ち」（1992年4月25日）
  - 「恋のゆくえ」（1993年3月13日）
- SEVEN DAYS（1992年7月12日、フジテレビ）
- パ★テ★オ（1992年9月18日・10月23日、フジテレビ）
- 十年愛（1992年10月16日 - 12月25日、TBS） - 谷美幸 役
  - 十年愛スペシャル（1993年10月8日）
- デパート!秋物語（1992年12月22日、TBS）
- 日本語が消えた日（1993年2月21日、フジテレビ）
- 屋根の上の花火（1993年3月6日、フジテレビ）
- 嘘つきは夫婦のはじまり（1993年4月14日 - 6月30日、日本テレビ） - 三谷薫 役
- あすなろ白書（1993年10月11日 - 12月20日、フジテレビ） - 東山星香 役
- 新空港物語（1994年1月6日 - 3月17日、テレビ朝日） - 藤沢久美子 役
- 長男の嫁（1994年4月14日 - 7月7日、TBS） - 中村襟華 役
- 風色の組曲（1994年9月10日、フジテレビ）
- 若者のすべて（1994年10月19日 - 12月21日、フジテレビ） - 崎山薫 役
- サザエさんパート5（1995年1月6日、フジテレビ）
- 味いちもんめ 第7話・第8話（1995年2月23日・3月2日、テレビ朝日） - 長尾弘美 役
- エリアコードドラマ「CRANE 突然の訪問者」（1995年4月 - 6月、毎日放送）
- 僕らに愛を!（1995年4月17日 - 6月26日、フジテレビ） - 奥野（井手）小百合 役
- 長男の嫁2〜実家天国（1995年10月12日 - 12月21日、TBS） - 渡辺襟華 役
- 恋愛前夜いちどだけ「ファーストキス」（1996年3月20日、日本テレビ）
- コーチ（1996年7月4日 - 9月19日、フジテレビ） - 望月しじみ 役
  - コーチスペシャル（1997年10月9日）
- 恋のバカンス（1997年1月8日 - 3月12日、日本テレビ） - 中村晶 役
  - 恋のバカンススペシャル（1997年10月1日）
- 最高の食卓（1997年4月17日 - 6月26日、テレビ朝日） - 佐倉奈生 役
- 恋のためらい（1997年10月10日 - 12月19日、TBS） - 青木弘子 役
- サラリーマン刑事シリーズ（1998年 - 2004年、フジテレビ） - 神田みゆき 役
  - サラリーマン刑事1（1998年2月20日）
  - サラリーマン刑事2（1999年5月28日）
  - サラリーマン刑事3（2000年9月15日）
  - サラリーマン刑事4（2004年3月5日）
- 恋はあせらず（1998年4月15日 - 7月1日、フジテレビ） - 前原乙女 役
- ソムリエ（1998年10月13日 - 12月22日、関西テレビ・フジテレビ） - 片桐冴子 役
- 怒る男・わらう女（1999年9月29日 - 12月15日、NHK総合） - 立原綾子 役
- 恋愛詐欺師 第6話（1999年11月25日、テレビ朝日） - 清水恵子 役
- 平成夫婦茶碗〜ドケチの花道〜（2000年1月12日 - 3月15日、日本テレビ） - 末平玲子 役
  - 平成夫婦茶碗スペシャル〜お母さんは風になった…（2000年12月19日）
  - 続・平成夫婦茶碗（2002年1月9日 - 3月20日）
- 新宿暴走救急隊（2000年10月14日 - 12月16日、日本テレビ） - 江角杏子 役
- ムコ殿（2001年4月12日 - 6月28日、フジテレビ） - 新井あずさ 役
- レッツ・ゴー!永田町（2001年10月10日 - 12月12日、日本テレビ） - 筒井靖子 役
- 電話オペレーター三人娘のOL事件簿（2002年5月10日、フジテレビ） - 高村明日香 役
- ぼくが地球を救う 第10話（2002年9月5日、TBS） - 目黒操 役
- 蝉しぐれ（2003年8月22日 - 2003年10月3日、NHK総合） - 矢田淑江 役
- 女と男と物語PARTII（Episode3）「ずっとおまえが好きだった」（2003年10月18日、朝日放送） - 伊藤雪乃 役
- 光とともに…〜自閉症児を抱えて〜（2004年4月14日 - 6月23日、日本テレビ） - 相良薫 役
- 9・11 NYテロ真実の物語（2004年9月11日、フジテレビ）
- 国盗り物語（2005年1月2日、テレビ東京） - 深芳野 役
- 負け犬の遠吠え（2005年1月8日、日本テレビ） - 園田弥生 役
- 新・科捜研の女 file.1（2005年7月14日、テレビ朝日） - 久崎英子 役
- anego〜アネゴspecial〜（2005年12月28日、日本テレビ） - 鈴木杏樹（本人） 役
- 相棒（テレビ朝日） - 月本幸子 役
  - season4 第19話（2006年3月1日）
  - season6 第11話・12話（2008年1月16日・23日）
  - season10 第12話 -（2012年1月18日 - 2012年3月21日）
  - season11（2012年10月10日 - 2013年3月20日）
  - season12（2013年10月16日 - 2014年3月19日）
  - season13（2014年10月15日 - 2015年3月18日）
  - season14（2015年10月14日 - 2016年3月16日）
  - season15（2016年10月12日 - 2017年3月22日）
  - season16（2017年10月18日 - 2018年3月14日）
  - season17 第1話 - 第19話（2018年10月17日 - 2019年3月13日）
- 法律事務所シリーズ（2006年 - 2009年、テレビ朝日） - 浅羽涼子 / 浅羽夏美 役
  - 法律事務所1（2006年8月12日）
  - 法律事務所2（2008年4月12日）
  - 法律事務所3（2009年4月4日）
- 連続テレビ小説（NHK総合）
  - 芋たこなんきん（2006年10月 - 2007年3月） - 花岡和代 役
  - なつぞら（2019年4月 - 9月） - 亀山蘭子 役
- 24時間テレビスペシャルドラマ「君がくれた夏 〜がんばれば、幸せになれるよ〜」（2007年8月18日、日本テレビ） - リコの母 役
- 湘南探偵物語（2008年2月16日、テレビ朝日） - 桜井純子 役
- 氷の華（2008年9月6日・7日、テレビ朝日） - 滝沢加世 役
- いい夫婦になるための3つの秘訣「最後のお弁当」（2008年11月22日、ファミリー劇場）
- だましゑ歌麿シリーズ（2009年 - 2014年、テレビ朝日） - おりよ / おこう 役
  - だましゑ歌麿（2009年9月12日）
  - だましゑ歌麿II（2012年9月15日）
  - だましゑ歌麿III（2013年7月27日）
  - だましゑ歌麿IV（2014年9月6日）
- 上地雄輔ひまわり物語（2009年3月14日、フジテレビ）
- いぬのおまわりさん（2010年7月4日、毎日放送・TBS） - 真崎陽子 役
- 連続ドラマW マークスの山（2010年10月17日 - 11月14日、WOWOW） - 加納貴代子 役
- 理想の息子（2012年1月14日 - 3月17日、日本テレビ） - 小林光子 役
- Oh,My Dad!!（2013年7月11日 - 9月19日、フジテレビ） - 新海紗世子 役
- きょうは会社休みます。 第8話（2014年12月3日、日本テレビ） - 田之倉時子 役
- グッドパートナー 無敵の弁護士 第1話（2016年4月21日、テレビ朝日） - 重国夕子 役
- あまんじゃく（2018年9月24日、テレビ東京） - 浦野智佳子 役
- 旧車探して、地元めし 第6話（2022年10月8日、チャンネルNECO ） - 花里芹香 役[28]
- GO HOME〜警視庁身元不明人相談室〜 第5話・最終話（2024年8月17日・9月28日、日本テレビ） - 三田葉月 役[29]

#### 情報番組
- OH!エルくらぶ（1992年4月 - 1994年9月、テレビ朝日） - 司会
- ベリーベリーサタデー!（2005年4月 - 2007年3月、関西テレビ・フジテレビ） - 司会
- ZIP!（2011年4月 - 2019年3月、日本テレビ） - 金曜メインパーソナリティー[30]
- ごごナマ（2019年6月13日、NHK総合） - ゲスト

#### 音楽番組
- 音楽同志（1992年4月 - 1993年2月、NHK総合） - 司会
- NEWS&COUNT DOWN JAPAN（1992年4月 - 1993年9月、スペースシャワーTV） - 司会
- モグラネグラ（1992年12月 - 1993年9月、テレビ東京） - 総合司会
- ミュージックフェア（1995年10月 - 2016年3月、フジテレビ） - 総合司会
- おげんさんといっしょ（2022年8月18日、NHK総合） - KAKKOとして出演
- ハマダ歌謡祭★オオカミ少年（TBS）
  - 年の差ヒット曲バトル！ハマダ歌謡祭☆CHEMISTRY堂珍が初参戦！ジェシーと奇跡コラボ（2023年7月21日） - ゲスト
  - 市川右團次＆なにわ男子参戦！豪華コスプレで忘年会SP（2023年12月8日） - ゲスト
  - 卒業ソングSP！花男ルーキーズ金八…卒業シーン大公開（2024年3月1日） - ゲスト

#### スポーツ番組
- Jリーグ A GOGO!!（1993年4月 - 1995年3月、テレビ朝日） - 司会

#### 料理番組
- 料理バンザイ!（2001年1月 - 2002年3月、テレビ朝日） - 司会
- 世界の一皿（2010年10月 - 12月、テレビ東京） - ナレーション

#### ドキュメンタリー番組
- BB-WAVE.tv 〜勝利の方程式〜（2003年4月 - 2004年6月、テレビ東京） - ナビゲーター
- ヒストリーアワー（2010年4月 - 2012年3月、BS-TBS） - ナビゲーター
- 鈴木杏樹の京都麗し紀行〜100人の京都通人〜（2014年2月16日、BS-TBS） - ナビゲーター
- トラベリックスIII〜世界体感旅行〜（2013年1月6日 - 2015年9月27日、BS日テレ） - ナレーション

#### バラエティ番組
- ヤマタノオロチ（1991年、フジテレビ）‐ アシスタント
- 人志松本のすべらない話（2004年 - 、フジテレビ） ‐ レギュラーゲスト
- ド短期ツメコミ教育!豪腕!コーチング!!（2006年11月 - 2007年9月、テレビ東京） - 司会
- 芸能人格付けチェック2016秋（2016年10月18日、テレビ朝日） - ゲスト
- ありえへん∞世界（テレビ東京）
  - 佐藤浩市＆鈴木杏樹も驚く！○○人の生態大調査SP（2018年9月11日） - ゲスト
  - 昭和vs令和世代！“ヤバい昭和の流行”＆衝撃的(秘)新人種（2024年10月22日） - ゲスト
- ナニコレ珍百景（テレビ朝日）
  - 移住者だけの「サイハテ村」&離島に小中学生が留学SP（2018年12月16日） - ゲスト
  - 山奥や離島で驚きの生活&子は宝SP（2019年3月3日） - ゲスト
  - 驚きの風習&世界遺産の離島SP（2019年6月2日） - ゲスト
  - 光る田舎道&手形を飾る風習&小学生と登校するカモSP（2020年1月6日） - ゲスト
- なりゆき街道旅（2019年9月22日、フジテレビ） - ゲスト
- ソレダメ!〜あなたの常識は非常識!?〜（テレビ東京）
  - 今夜の「ソレダメ!」は特別編!世界のソレダメな瞬間映像（2019年10月23日） - ゲスト
  - 今年こそ絶対に成功する!糖質オフの新常識SP（2020年1月8日） - ゲスト
- ローカル路線バス乗り継ぎの旅Z第15弾（2020年12月26日、テレビ東京） - マドンナ
- ご当地グルメ早取り対決旅【初夏の新潟縦断SP】（2024年5月18日、テレビ東京） - ゲスト[31]

#### トーク番組
- 徹子の部屋（2009年9月11日、テレビ朝日） - ゲスト

### ラジオ

#### 番組
- わがままチキン（1991年 - 1992年、OBC）
- 耳の穴（1992年4月 - 10月、TOKYO FM）
- ピップスキャン（1992年11月 - 1998年3月、TOKYO FM）
- Come on FUNKY Lips!（1994年4月 - 1995年3月、文化放送）
- 東京テレメッセージ LOVER'S TALE（1995年10月 - 1997年9月、TOKYO FM）
- SUZUKIハッピーモーニング・鈴木杏樹のいってらっしゃい（月〜金、2004年9月27日 - 2020年2月6日、ニッポン放送）
- オールナイトニッポン MUSIC10（2015年9月 - 2020年3月25日〈水曜日担当〉、2020年3月31日 - 〈火曜日担当〉、ニッポン放送）

#### ドラマ
- FMシアター　うつ病九段（2019年7月13日、NHK-FM）[32]
- FMシアター　さよならダイヤル（2023年10月14日、NHK-FM）[33]

### 配信

#### ドラマ
- 神児遊助のげんきのでる恋 第10話・第11話（2009年9月1日、BeeTV） - 宏美 役
- ホットママ（2021年3月19日、Amazon Prime Video） - 西 役
- 金魚妻 第8話（2022年2月14日、Netflix）
- トークサバイバー!ラスト・オブ・ラフ 第5話（2024年9月3日、Netflix）[34]

#### オーディオドラマ
- BATMAN 葬られた真実（2022年、Spotify） - マーサ・ウェイン 役[35]

### 映画
- 高校教師（1993年11月6日、東宝） - 牧野亮子 役
- バースデイプレゼント（1995年10月28日、東宝） - 溝口薫 役
- ZOO「SO-far そ・ふぁー」（2005年3月18日、東映）
- ワラライフ!!（2011年11月29日、ファントム・フィルム） - 古川慶子 役
- 相棒（東映） - 月本幸子 役
  - 相棒シリーズ X DAY（2013年3月23日）
  - 相棒 -劇場版III- 巨大密室! 特命係 絶海の孤島へ（2014年4月26日）
  - 相棒 -劇場版IV- 首都クライシス 人質は50万人! 特命係 最後の決断（2017年2月11日）
- ライアの祈り（2015年6月13日、アイエス・フィールド） - 主演・大森桃子 役
- Mr.マックスマン（2015年10月17日、テレビ朝日、吉本興業） - 谷口薫子 役
- Bros.マックスマン（2017年1月7日、テレビ朝日、吉本興業） - 谷口薫子 役
- イタズラなKiss THE MOVIE2 キャンパス編（2017年1月27日、ギャガ） - 入江紀子 役
- イタズラなKiss THE MOVIE3 プロポーズ編（2017年11月25日、ギャガ） - 入江紀子 役
- 若おかみは小学生！（2018年9月21日、ギャガ） - 関咲子 役（アニメ映画、声の出演）[36]

### 舞台
- Walk oN!〜さあ、新しいキミに会いに行こう〜（2015年5月 - 7月） - 遠藤満作の妻 役
- タクフェス春のコメディ祭!　わらいのまち（2017年3月 - 4月） - 真知子 役
- 喜劇 道頓堀ものがたり（2019年10月 - 11月） - 波良みさ緒 役
- 罪のない嘘〜毎日がエイプリルフール〜（2020年1月 - 3月） - 鴨田まち子 役
- 活読劇 七働伽藍（2021年10月・2023年5月） - 八百比丘尼 役ほか
- 活読劇 高島嘉右衛門列伝2〜横濱之龍神〜見龍編（2022年1月） - 高島くら・幾松 役
  - 高島嘉右衛門列伝3〜横濱之龍神〜乾惕編（2022年6月） - 高島くら・幾松・野村望東尼 役
  - 高島嘉右衛門列伝4（2022年10月・2023年1月） - 高島くら・幾松・野村望東尼 役
- BACK TO THE MEMORIES PART2（2022年4月 - 5月） - 聖花 役
- 朗読劇 青空（2022年5月）
- 朗読劇 Breakfast at Tiffany's（2022年9月・12月）
- 明るい夜に出かけて（2023年3月 - 4月） - ミミさん 役[37]
- 鍵泥棒のメソッド→リブート（2024年1月） - 綾子 役[38]
- SIZUKO! QUEEN OF BOOGIE（2025年）

### CM
| - 海苔の大森屋 - マツダ・ファミリア - 三菱石油（現：ENEOS） - 資生堂 - ロート製薬 - 東京テレメッセージ - 東海デジタルホン - アピタ・ユニー - ファミリーマート - ミノルタ（現：コニカミノルタ） - 東海銀行（現：三菱UFJ銀行） - 全日空 - アサヒ・ティオ | - ウテナ・ラムカ - ヤクルト - 不二家 - セシール（現：ディノス・セシール） - キリンビール - 日清製粉 - info宝くじ（テレビ朝日系木曜ヒッチハイク枠） - 東北電力（2005年9月 - ） - シオノギ製薬・セデス（2007年 - ） - ライオン・トップ HYGIA（ハイジア）（2012年 - ） - 日商エステム（2014年 - ） - ブランジスタエール『ACCEL JAPAN』（2023年3月 - ） |

### ミュージックビデオ
- 鈴木雅之「きみがきみであるために」（1997年5月8日）

## 受賞歴
- 1993年 第31回ゴールデン・アロー賞 グラフ賞
- 1994年 第1回ザテレビジョンドラマアカデミー賞 助演女優賞（『長男の嫁』）[41]
- 1995年 エランドール賞 新人賞

## ディスコグラフィー

### シングル
KAKKO名義

#### We Should Be Dancing (CBS, 1990)
1stシングル。UKチャート最高101位。7インチ、12インチ2種、CD、カセットテープの5形態でリリース（他に12インチとカセットのプロモ盤がある）。日本未発売。1991年に東京パフォーマンスドール（TPD）の穴井夕子がカバー。2022年にKAKKO and TAKASHI（藤井隆）名義でセルフカヴァー。
- We Should Be Dancing (Radio Mix) -3:17　7インチ、12インチJigsaw盤、CD、カセット、カセットプロモに収録。
- We Should Be Dancing (Instrumental) -3:17　7インチ、12インチJigsaw盤、CD、カセットに収録。
- We Should Be Dancing (12" Jigsaw Mix) -6:36　12インチJigsaw盤、CD、12インチプロモ、カセットプロモに収録。
- We Should Be Dancing (Seesaw 12" Mix by Phil Harding & Ian Curnow) -　12インチSeesaw盤のみに収録。
- We Should Be Dancing (Bonus Beat Dub Version Mixed by Tony King) -5:52　12インチSeesaw盤、12インチプロモに収録。
- We Should Be Dancing (Seesaw Edit Mixed by Phil Harding & Ian Curnow) -　12インチSeesaw盤のみに収録。

#### What Kind Of Fool (CBS, 1990)
2ndシングル。UKチャート圏外。7インチ、7インチ限定盤（ポスタージャケット）、12インチ、12インチリミックス盤の4形態でリリース（他に12インチプロモ盤がある）。日本未発売。
- What Kind Of Fool (7" Version) - 7インチ、7インチ限定盤、12インチ盤、12インチプロモ盤に収録。
- What Kind Of Fool (12" Mix) - 12インチ盤のみに収録。
- What Kind Of Fool (Fools Rush In Remix by Dave Ford) - 12インチリミックス盤のみに収録。
- What Kind Of Fool (Dub Remix by Dave Ford) - 12インチリミックス盤のみに収録。
- What Kind Of Fool (Jigsaw 12”Mix) - 12インチリミックス盤のみに収録。
- What Kind Of Fool (Ext. 12" Mix) - 12インチプロモ盤のみに収録。
- Pledge You My Heart -7インチ、7インチ限定盤、12インチ盤に収録。